# Yesagyo
Yesagyo är en kommun i Myanmar.   Den ligger i regionen Magwayregionen, i den centrala delen av landet, 230 km norr om huvudstaden Naypyidaw. Antalet invånare är 252 614.